# 이창훈 (1966년)
이창훈(李昌勳, 1966년 9월 8일 ~ )은 대한민국의 배우이다.

## 생애
1남 4녀 중 넷째로 태어났다. 1988년 광고 모델 첫 데뷔를 하였고 이듬해인 1989년 MBC 문화방송 19기 공채 탤런트로 연예계에 정식 데뷔하였다.

## 학력
- 용산중학교 졸업
- 용산고등학교 졸업
- 동신대학교 다중매체연기영상학 학사
- 동신대학교 대학원 사회개발대학원 공연예술영상학 석사

## 출연작
텔레비전 드라마
- 1990년 MBC 《대원군》 ... 변수 역
- 1991년 MBC 《춘사 나운규》 ... 나운규 역
- 1991년 MBC 《전원일기》
- 1991년 KBS2 《맥랑시대》
- 1992년 SBS 《사랑하는 당신》
- 1993년 MBC 《엄마의 바다》 ... 윤상규 역
- 1994년 MBC 《M》 ... 송지석 역
- 1994년 MBC 《여울목》 ... 박성빈 역
- 1995년 MBC 《전쟁과 사랑》 ... 김남천 역
- 1996년 KBS2 《컬러》 ... 이승우 역
- 1996년 KBS2 《머나먼 나라》 ... 지형욱 역
- 1997년 KBS2 《폭풍 속으로》 ... 이강찬 역
- 1997년 KBS2 《프로포즈》 ... 백민석 역
- 1997년 MBC 《영웅신화》 ... 김인우 역
- 1997년 KBS1 《모정의 강》
- 1998년 SBS 《바람의 노래》 ... 김도균 역
- 1998년 KBS1 《너와 나의 노래》 ... 민호 역
- 1998년 SBS 《순풍산부인과》 ... 이창훈 역
- 1999년 KBS2 《은비령》 ... 정우 역
- 1999년 KBS2 《학교》 ... 영어교사 이재하 역
- 1999년 KBS2 《초대》 ... 강동석 역
- 1999년 KBS2 《학교 2》 ... 영어교사 이재하 역 (~24회)
- 1999년 KBS1 《해뜨고 달뜨고》 ... 최지혁 역
- 2001년 KBS2 《내일은 맑음》
- 2001년 KBS2 《귀여운 여인》 ... 김훈 역
- 2001년 KBS2 《꽃밭에서》 ... 도진표 역
- 2001년 KBS2 《비단향꽃무》 ... 강민혁 역
- 2001년 KBS1 《사랑은 이런거야》 ... 차준범 역
- 2002년 SBS 《야인시대》 ... 하야시 역
- 2003년 SBS 《천년지애》 ... 김춘배 역
- 2004년 KBS1 《백만송이 장미》 ... 강민재 역
- 2005년 KBS2 《어여쁜 당신》 ... 정재민 역
- 2005년 SBS 《서동요》 ... 목라수 역
- 2006년 SBS 《마이 러브》 ... 조이환 역
- 2007년 MBC 《그래도 좋아!》 ... 윤석우 역
- 2007년 MBC 《이산》 ... 사도장헌세자(장조) 역 <특별출연>
- 2010년 SBS 《당돌한 여자》 ... 한규진 역
- 2011년 SBS 《당신이 잠든 사이》 ... 채혁진 역
- 2013년 MBC 《남자가 사랑할 때》 ... 구용갑 역
- 2016년 SBS 《아임 쏘리 강남구》 ... 신태진 역
- 2020년 KBS2 《위험한 약속》 ... 차만종 역 <특별출연>

영화
- 1993년 《영웅들의 날개짓》
- 1994년 《라이 따이한》
- 2002년 《4발가락》
- 2005년 《무등산 타잔, 박흥숙》
- 2008년 《서울이 보이냐?》

연극
- 《세종대왕》 ... 신숙주 역(조연)

텔레비전 프로그램
- 1993년 KBS 《TV잡지 달려라 고고 - 스타를 잡아라》
- 1993년 MBC 《재치하나 웃음하나Q》
- 1993년 MBC 《도전 추리특급》
- 1993년 MBC 《이야기쇼 만남》
- 1993년 MBC 《연예가 중계》 - 송년특집
- 1994년 MBC 《이야기쇼 만남》
- 1994년 MBC 《토요일 토요일은 즐거워》
- 1994년 MBC 《이벤트 만남 - 고민 클리닉》
- 1994년 SBS 《맞수 TV최강전》
- 1994년 KBS 《체험 삶의 현장》
- 1994년 KBS 《퍼즐특급열차》
- 1995년 KBS 《슈퍼선데이 - 스타 보고서》
- 1996년 KBS 《밤과 음악사이》
- 1996년 KBS 《노영심이 여는 세상》
- 1996년 KBS 《TV는 사랑을 싣고》
- 1996년 SBS 《이홍렬쇼》
- 1996년 동아TV 《쇼 미시공화국》
- 1996년 MBC 《다큐멘터리 이야기속으로》 - 귀신체험
- 1996년 SBS 《스타가 당신을 찾아간다》
- 1997년 KBS 《토요일 전원출발》 - 머나먼 나라 팀
- 1997년 SBS 《천만원게임》
- 1999년 SBS 《김혜수 플러스 유》 - 리얼토크
- 2000년 KBS 《스타데이트 최고의 만남》
- 2002년 KBS2 《슈퍼TV 일요일은 즐거워》 - 《출발 드림팀》
- 2016년 채널A 《아재 감성 느와르 아빠 본색》
- 2022년 채널A 《오은영의 금쪽상담소》

웹예능
- 2021년 카카오TV 《야인이즈백》

라디오 프로그램
- 《만화열전 - 호텔 아프리카》 (MBC) - 해설 / 엘비스
- 《EBS 책 읽는 라디오 낭독 시리즈》 (EBS FM, 2015년)

CF
- 1993년 해태제과 다키스크런치초콜릿 (MBC 엄마의바다 팀으로 출연)
- 1993년 ~ 1994년 해태제과 아몬디아
- 1994년 녹십자 캠퍼스립
- 1994년 ~ 1995년 하이트진로 하이트맥주 박상원, 최상훈, 최수종, 한석규, 음정희, 김용건, 강문영 (1994년), 온도계 (1995년)
- 2000년 인너맥스 오마샤리프
- 2003년 오뚜기 옛날 사골곰탕
- 2006년 늘푸른 오스카빌
- 2006년 농심 웰치
- 2006년 현대약품 마이녹실
- 2011년 케이지에셋 매직스탁론
- 2017년 쑥건향초

## 수상 내역
- 1995년 MBC 연기대상 우수상
- 1996년 제1회 아시아TV상 우수상
- 1996년 싱가포르 TV 아시아 매거진 선정 남우주연상
- 1999년 KBS 연기대상 우수연기상
- 2001년 KBS 연기대상 인기상

## 가족 관계
- 배우자 : 김미정 (1982년 ~ )
- 딸 : 이효주 (2009년 5월 8일 ~ )
- 누나 : 이금주 (1960년 9월 4일 ~ )